# Mere (Cheshire)
Mere – wieś i civil parish w Anglii, w hrabstwie ceremonialnym Cheshire, w dystrykcie (unitary authority) Cheshire East. Leży 35.5 km od miasta Chester i 256.5 km od Londynu. W 2011 roku civil parish liczyła 657 mieszkańców. Mere jest wspomniana w Domesday Book (1086) jako Mera.